# Kościół św. Jana Chrzciciela w Bukowcu (województwo dolnośląskie)
Kościół św. Jana Chrzciciela w Bukowcu – rzymskokatolicki kościół parafialny parafii św. Jana Chrzciciela, znajdujący się w Bukowcu w dekanacie Mysłakowice w diecezji legnickiej.

## Historia
Budowla na planie prostokąta, wewnątrz z kondygnacjami empor, nakryta łamanym dachem czterospadowym. Kościół wzniesiony został pierwotnie jako kościół ewangelicki w latach 1728 - 1782, restaurowany na początku XX w.. Po 1945 r. nieużytkowany, potem przejęty przez katolików. Po ponownym utworzeniu w Bukowcu parafii odnowiony na jej siedzibę w latach 1973 - 1974. We wnętrzu świątyni na uwagę zasługują m.in.: kielich mszalny, barokowy z XVIII w. oraz monstrancja, barokowa z XVIII w.. 